# Ducula neglecta
Ducula neglecta là một loài chim trong họ Columbidae.